# Václav Dundr
Václav Dundr (11. srpna 1817 v Bříství – 1888) byl česko-polský spisovatel.

## Život
Studoval v Praze. Vstoupil do státní služby ve Lvově, protože od roku 1855 žil v Krakově, v roce 1860 opět ve Lvově. Publikoval články o etnografických tématech v mnoha časopisech v češtině a polštině. Byl to dobrý znalec hudby. Překládal polské romány do češtiny.